# Леонид Пилиповић
Леонид „Лео“ Пилиповић (Суботица, 26. јун 1969) је српски стрип цртач и музичар. Најпознатији је по стриповима за француске издаваче по сценаријима Жана-Пјера Пекоа и Силвана Кордурија, као и свирању гитаре и тамбура у рок-саставима „Џукеле“ и „Гоблини“, те изворном саставу „Искон“.
Псеудоним из 1990-их му је „Лео фон Панкерштајн“ („Léo fon Punkerstein“), а у Француској се потписује као Léo Pilipovic. Живи у Суботици.

## Биографија

### Рана каријера
Средњу школу за дизајн завршио у Новом Саду 1988. Дипломирао је на Факултету примењених уметности и дизајна у Београду (одсек графике књиге у класи проф. Богдана Кршића).
Стрипове је у младости објављивао у фанзинима (Плес..., Трт, Метеор, Шуљев забавник), затим у омладинској штампи (Младост, 1989), и у стрипским часописима СФРЈ и СРЈ: Патак, Трон и Патагонија. Учествовао је 1994. на антиратном пројекту „Signed by War“, у Холандији.
Радио је омоте за музичке албуме попут Зашто да не, састава „Електрични оргазам“, као и за саставе „Џукеле“, „Гоблини“, „Партибрејкерс“, „Искон“.. Напоредо са ликовним радом, као гитариста је био активни део рокенрол сцене у Србији, свирајући у саставима „Џукеле“ и „Гоблини“.
Касних деведесетих је имао сопствени студио за тетовирање у Суботици.

### Зрела фаза
Са Дарком Ковачевићем („Kowalsky“) радио је годинама хумористички стрипски каиш „What's New In Da Zoo?“ за суботички магазин Флеш.
Свирао је у изворном саставу Искон, а 2001. учествовао је и на музичком пројекту „Песме изнад Истока и Запада“, на песми Партибрејкерса.
За француске издаваче је почео да ради средином 2000-их, посредством менаџера Чабе Копецког. Од тада ради на великим серијалима, укључујући и Пекоове серијале „Тајна историја“ и „Велика игра“, који су преведени на више језика.
Са обнављањем рада састава „Гоблини“ 2010, поново је постао активан и као гитариста.

## Самосталне изложбе
- „Стрип, илустрација + фрустрација“, Галерија Дома омладине Београда, април 1994.

## Изабрана стрипографија
- „“, сценарио Жан-Пјер Пеко

4. , „“, Француска, 2006.
5. 1666, —||—, 2006.
- „“, сценарио Жан-Пјер Пеко

1. , „“, Француска, 2007.
2. , —||—, 2008.
3. , —||—, 2009.
4. , —||—, 2010.
5. , —||—, 2011.

- „Elle et lui“, цртеж и сценарио: Mickay, колор: Пилиповић

1. Le silence de lui, „Hugo et Cie“, Француска, 2008.

- „Ravermoon“, сценарио Силван Кордури (Sylvain Cordurié)

1. , Soleil Productions, 2010.
2. , —||—, 2011.

- „Бескрвни“, сценарио: Марко Стојановић, Пилиповић је један од цртача

1. Мртва стража, „Систем Комикс“, Београд, 2011.